# BootX (Apple)
BootXは、Appleがかつて開発していたPowerPC向けMac OS XとMac OS X Server及びDarwinのソフトウェアベースのブートローダー。Mac OS X v10.2からMac OS X v10.5まで採用されてきたが、PowerPCのサポートが終了したMac OS X v10.6には搭載されていない（Intel Macではboot.efi利用）。